# 市川小太夫 (2代目)
二代目 市川小太夫（にだいめ いちかわこだゆう、1902年1月26日 - 1976年1月10日）は、歌舞伎俳優、舞踊家。歌舞伎の他、大衆劇団、映画でも活動した。本名、喜熨斗光則（きのし・みつのり）、舞踊名琴吹流家元・琴吹千草。屋号は澤瀉屋。定紋は四ツ澤瀉。

## 来歴・人物
二代目市川段四郎の五男で末弟。四人の兄は、初代市川猿翁、初代市川寿猿、八代目市川中車、初代市川芝海老。
1905年（明治38年）9月、初代市川蝙蝠として、歌舞伎座『九代目市川團十郎三年祭追善公演』の口上で初舞台を踏む。1918年（大正7年）10月、歌舞伎座『随市川鳴神曽我』の箱王丸で二代目市川小太夫を襲名、名代へ昇進する。長兄の猿之助（初代猿翁）が起こした第一次「春秋座」に参加した後、1927年（昭和2年）、文藝春秋主催の新劇団「新劇協会」でも活躍、1929年（昭和4年）、沢田正二郎が急逝した「新国劇」にも客演した。1931年（昭和6年）には、再び第二次「春秋座」に参加したものの、兄猿之助と衝突して同年のうちに脱退、自ら大衆劇団「新興座」をつくり、旗揚げ公演の演目として、江戸川乱歩原作『黒手組』を取り上げ、小納戸容（こなんど・いるる／コナン・ドイルのもじり。乱歩作『闇に蠢く』の作中人物「御納戸色」にあやかったもの）の筆名で自ら脚色、名探偵明智小五郎を演じて、東京・京阪神など全国を巡業して人気を博した。翌1932年（昭和7年）には同じく乱歩原作『陰獣』も劇化し、数多くの探偵劇を演じた。
1937年（昭和12年）から、戦争を挟んで1946年（昭和21年）までは「厚生劇団」を主宰、二代目中村鴈治郎らとともに、花形歌舞伎で人気を競った。厚生劇団では「早瀬亘」の筆名で脚色、演出としても活動した。戦前にも映画出演の経験はあったが、1950年（昭和25年）、松竹映画『左近捕物帖 鮮血の手型』出演を皮切りにして、本格的な活躍の場を映画出演に移した。さらに後年、テレビの時代劇にも出演して渋い脇役として鳴らした。1953年（昭和28年）、舞踊琴吹流を創始。晩年、1972年（昭和47年）4月、歌舞伎座に出演して以降は、正式に梨園に復帰して、歌舞伎に専念した。子に二代目市川蝙蝠（先妻の子）、アナウンサー・著述家の喜熨斗勝、女優の百元夏繪がいる。墓所は台東区寛永寺。
門下から市川小金吾（初代市川青虎）が出た。

## 出演

### 映画
(年度・制作会社)役名
- 追はれ行く人 (1925年・東亜等持院)

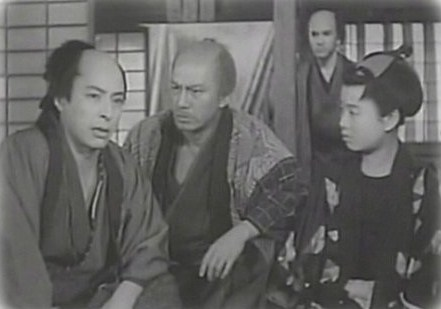
『とんぼ返り道中』(1950年) 左から高田浩吉、市川、堺駿二、美空ひばり

- 日輪 (1925年・マキノプロ＝聯合映画芸術家協会＝春秋座) ... 邪馬台の国の反絵
- 天一坊と伊賀亮 (1926年・聯合映画芸術家協会＝春秋座) ... 八代将軍吉宗公
- 中山七里 (1930年・ミナトーキー) ... 川並の政吉
- 決戦高田の馬場 (1933年・太奏発声＝J.O.) ... 中山安兵衛
- 忠臣蔵 地の巻 (1938年・日活京都) ... 原老僕兵助、多門伝八郎
- 忠臣蔵 天の巻 (1938年・日活京都) ... 原老僕兵助、多門伝八郎
- 左近捕物帖 鮮血の手型 (1950年・松竹京都) ... 塙左近
- エノケンの天一坊 (1950年・エノケンプロ＝東宝) ... 山内伊賀亮
- とんぼ返り道中 (1950年・松竹京都)
- 虎の牙 (1951年・松竹大船)
- 右門捕物帖 帯とけ仏法 (1951年・新東宝＝綜芸プロ)
- あわれ人妻 (1951年・松竹大船)
- 大江戸五人男 (1951年・松竹京都) ... 松平伊豆守
- 治郎吉格子 (1952年・松竹京都) ... 重松佐次兵衛
- 修羅城秘聞 双竜の巻 (1952年・新演技座＝大映京都) ... 神島伊織
- 続修羅城秘聞 飛竜の巻 (1952年・新演技座＝大映京都) ... 神島伊織
- 怪談深川情話 (1952年・大映京都) ... 請負師熊本伝次郎
- 若君罷り通る (1952年・松竹京都)
- 江戸っ子判官 (1953年・東宝) ... 八十川一角
- ひばり捕物帳 唄祭り八百八町 (1953年・松竹京都)
- 金さん捕物帖 謎の人形師 (1953年・東宝) ... 幸右衛門
- 木曽路の子守唄 (1953年・大映京都)
- 君の名は (1953年・松竹大船)
- 花の生涯 彦根篇 江戸篇（1953年・松竹京都） ... 水戸斉昭
- 君の名は 第二部 (1953年・松竹大船)
- お嬢さん社長 (1953年・松竹大船) ... 小原重三郎
- 股旅しぐれ (1953年・松竹大船)
- お菊と播磨 (1954年・大映京都) ... 鳶頭仁平
- 真実一路 (1954年・松竹大船) ... 河村彌八
- 花の長脇差 (1954年・大映京都)
- 鉄火奉行 (1954年・大映京都)
- 右門捕物帖 まぼろし変化 (1954年・宝塚映画) ... 河瀬通右衛門
- 忠臣蔵 花の巻・雪の巻（1954年・松竹） ... 井上団右衛門
- 投げ唄左門三番手柄 覆面髑髏隊 (1954年・大映京都)
- 潮出来島 美男剣法 (1954年・大映東京)
- 浮かれ狐千本桜 (1954年・新東宝) ... 渡海屋銀平
- 駕で行くのは (1955年・大映京都)
- 明治一代女 (1955年・新東宝) ... 尾上梅寿郎
- 花ざかり男一代 (1955年・大映京都)
- 次男坊判官 (1955年・大映京都) ... 榊原重蔵
- 天下を狙う美少年 (1955年・大映京都) ... 大岡越前守
- 娘船頭さん (1955年・松竹大船)
- 八州侠客伝 源太あばれ笠 (1955年・松竹京都) ... 笹川繁蔵
- 踊り子行状記 (1955年・大映京都)
- 天兵童子 完結篇 日の丸初陣 (1955年・東映京都)
- 牢獄の花嫁 (1955年・東映京都)
- 幻術影法師 (1955年・東映京都) ... 赤沼備前守
- 幻術影法師 快剣士梵天丸 (1955年・東映京都) ... 赤沼備前守
- 悪太郎売出す（1955年・大映京都） ... 百々村紋二
- 怪盗と判官 (1955年・大映京都)
- 新諸国物語 オテナの塔 前篇 (1955年・宝塚映画＝東宝) ... 六太夫
- 新諸国物語 オテナの塔 後篇 (1956年・宝塚映画＝東宝) ... 風祭六太夫
- 又四郎喧嘩旅 (1956年・大映京都)
- 銭形平次捕物控 死美人風呂 (1956年・大映京都)
- 柳生連也斎 秘伝月影抄 (1956年・大映京都)
- 残菊物語 (1956年・大映京都) ... 中村芝翫
- 流転 (1956年・松竹京都) ... 杵屋六三郎
- 逆襲獄門砦 (1956年・東映京都)
- のんき侍大暴れ (1956年・松竹京都) ... 大岡越前守
- 怪猫五十三次 (1956年・大映京都) ... 大高伝蔵
- 海の百万石 (1956年・東映京都) ... 前田土佐守
- 不知火奉行 (1956年・大映京都) ... 吉岡大膳
- 魔像 (1956年・東映京都) ... 金山寺屋音松
- 人形佐七捕物帖 妖艶六死美人 (1956年・新東宝) ... 茨木屋鵬斎
- 酔いどれ牡丹 前篇・地獄の使者 後篇・深夜の美女 (1956年・京都映画) ... 津田内記
- 花は嘆かず (1957年・松竹大船) ... 扇流家元
- 折鶴さんど笠 (1957年・松竹京都) ... 真菰屋藤蔵
- 嵐の中の抱擁 おもかげは遙かなり (1957年・松竹大船) ... 大井正彦
- 大忠臣蔵 (1957年・松竹京都) ... 原惣右衛門
- はやぶさ奉行 (1957年・東映京都) ... 大郷筑前守
- 千両獅子 (1958年・東映京都) ... 塩沢播磨
- 大菩薩峠 第二部 (1958年・東映京都) ... 与兵衛
- 火の玉奉行 (1958年・東映京都)
- 新選組 (1958年・東映京都) ... 松平容保
- 紅蝙蝠 (1958年・歌舞伎座) ... 田沼意次
- 一心太助 天下の一大事 (1958年・東映京都) ... 桑山伊勢守
- 紫頭巾 (1958年・東映京都)
- 忠臣蔵 櫻花の巻・菊花の巻 (1959年・東映京都) ... 土屋相模守
- お役者鮫 (1959年・大映京都)
- 浪花の恋の物語 (1959年・東映京都)
- 御存じいれずみ判官 (1960年・東映京都) ... 相良鶴之亟
- 旗本愚連隊 (1960年、松竹)
- 残菊物語（1963年・松竹） ... 中村芝翫

### テレビドラマ
- 三匹の侍（フジテレビ）
  - 第1シリーズ第10話（1963年）
  - 第3シリーズ第14話（1966年）
  - 第4シリーズ第22話（1967年）
  - 第5シリーズ第22話（1968年）
  - 第6シリーズ第23話（1969年）
- この河の流れに（1964年、フジテレビ） - 住職延亮
- 風雪（NHK）
  - 第2話「最後の将軍」 - 岩倉具視
  - 第5話「大久保利通と車夫」 - 大久保利通
  - 第19話「明治の相場師」 - 浦田兵馬
- 伝七捕物帳 第6話（1968年、TBS）
- 雪之丞変化（1970年、フジテレビ）- 中村菊之丞
- 新三匹の侍 第8話「御金蔵破り」（1970年、フジテレビ）
- 大江戸捜査網 第1シリーズ 第1話（1970年、東京12チャンネル）
- 水戸黄門 第3部 第1話（1971年、TBS） - 野ぶすまの仁平
- 大忠臣蔵 - 吉良上野介役（第47話[1]-51話、1971年、NET）※兄・中車の急死により引き継いだ。
- 千葉周作 剣道まっしぐら 第34話「この道・尽きず」（1971年、TBS）- 逸見太四郎

## 著書
- 『吉原史話』 東京書房、1964年
- 『続吉原史話』 邦楽と舞踊社、1968年

## 参考資料
- 歌舞伎俳優名鑑 想い出の名優篇 「二代目市川小太夫」 - 歌舞伎 on the web